# Jet Plane and Oxbow
Jet Plane and Oxbow è l'ottavo album in studio del gruppo musicale statunitense Shearwater, pubblicato nel 2016.

## Tracce
1. Prime – 3:38
2. Quiet Americans – 3:33
3. A Long Time Away – 4:10
4. Backchannels – 4:45
5. Filaments – 6:10
6. Pale Kings – 4:13
7. Only Child – 4:31
8. Glass Bones – 3:39
9. Wildlife in America – 5:09
10. Radio Silence – 6:38
11. Stray Light at Clouds Hill – 5:39